# 메이지가쿠인 대학
메이지가쿠인 대학(明治学院大学)은 일본 도쿄도 미나토구에 위치한 유명 사립 대학이자 기독교계 대학이다.